# Zavojska Reka
Zavojska Reka (makedonska: Завојска Река) är ett periodiskt vattendrag i Nordmakedonien.   Det rinner genom kommunen Ohrid, i den sydvästra delen av landet, 100 kilometer söder om huvudstaden Skopje.